# Daniel Blanch
Daniel Blanch nació en Barcelona el 30 de octubre de 1974, es un pianista español. 

## Biografía
Realizó sus estudios musicales con Maria Canals y Raquel Millàs en la Academia de Música “Ars Nova” de Barcelona obteniendo el Título Superior de Piano. Amplió sus estudios con Maria Tipo, Ramón Coll, Alicia de Larrocha, Josep Colom y Alberto Portugheis. Más tarde amplió su repertorio durante cinco años con la pianista francesa Brigitte Engerer.
En 1999 fue premiado en el Ciclo “El Primer Palau” (segundo premio) y en 1993 y 2004 recibió Medalla por Unanimidad en el Concurso Internacional Maria Canals de Barcelona.
Como concertista ha actuado en la Brahms Saal del Musikverein de Viena, la St. James´s Church de Londres, la Sala Witold Lutoslawski de la Radio de Polonia en Varsovia, el Auditorio Manuel de Falla de Granada, o el Auditori y el Palacio de la Música Catalana de Barcelona entre otras. Ha colaborado junto a la Orquesta Sinfónica Nacional de Cuba, la Opera i Filharmonia Podlaska, la Sinfónica de Xalapa, Sinfonía Varsovia y la Orquesta de Cámara de Praga. Desde el año 2002 forma un dúo estable junto a la violinista polaca Kalina Macuta.
Ha realizado numerosas grabaciones discográficas. En los últimos años ha dedicado una especial atención a la difusión internacional de Conciertos para piano y orquesta poco conocidos de compositores españoles como Joaquín Nin-Culmell, Carlos Suriñach, Ricard Lamote de Grignon o Manuel Blancafort.

## Discografía selecta
- Schumann: Estudios sinfónicos Op. 13, Romanza Op. 28 n.º 2, Carnaval de Viena Op. 26.
- Mozart y Schubert: Fantasías. Fantasías K.396, K.397 & K.457; Fantasías D.993 y D.760.
- Culmell: Concierto para piano y orquesta en do mayor. Montsalvatge: Concierto breveCon la Sinfónica Nacional de Cuba, Enrique Pérez Mesa.
- Carlos Suriñach: Concierto para piano y orquesta, Concertino para piano, cuerdas y platos, Doppio Concertino para violín, piano y conjunto de cámara. Con Kalina Macuta al violín, Sinfonia Varsovia, Jacek Kaspszyk.
- Beethoven: Sonata para violín n.º 9 & n.º 5 "Primavera". Con Kalina Macuta al violín.
- Manuel Blancafort: Concierto para piano y orquesta n.º 2 "Ibérico"; Ricard Lamote de Grignon: Tríptico de la piel de toro Con Podlasie Philarmonic Orchestra, Marcin Nalecz Niesiolowski.
- Ricard Lamote de Grignon: Tríptico de la piel de toro. Con Podlasie Philarmonic Orchestra, Marcin Nalecz Niesiolowski (Columna Música 204).
- Miniatures catalanes. Con Kalina Macuta al violín (Columna Música 274).
- Josep Martí i Cristià: Obra para piano (La Mà de Guido 2102).
- Joan Manén: Obras para violín y piano 1. Con Kalina Macuta violín (La mà de guido 2120).
- Brahms & Bartók: Sonatas para violín y piano. Con Kalina Macuta al violín (El Far Blau 021).

## Críticas
"Blanch nos permite apreciar en esta grabación, en la cual interpreta dos conciertos de signo posromántico, – su sólido pianismo, hondo y preciosista, que le ha valido importantes premios en concursos nacionales e internacionales. "Andrés Ruiz Tarazona Diverdi" (2009).
"Daniel Blanch interpreta el Concierto de Suriñach con tanta dedicación y sensibilidad que incluso en los momentos de más intensidad sonora saca del piano un sonido bello, pleno y cálido. Consigue efectos bellos creando sombras y variaciones tímbricas." Pizzicato 2008
"El pianista catalán se acerca al paisaje sonoro de su tierra natal, con una lectura del Concerto Breve de Montsalvatge que aúna fuerza dramática y delicadeza expresiva, destacando su finura en el uso libre del rubato, y una especial afinidad para este tipo de repertorio, del que es un gran intérprete. Blanch recrea con absoluta naturalidad unas páginas difíciles y complejas con la seguridad que aporta su técnica impoluta, y el convencimiento de quienes gozan con su trabajo." CD Compact 2006
"El pianista español Daniel Blanch sabe como conseguir que Mozart hable. No recuerdo haber oído estas tres fantasías en tonalidad menor con tanto contenido y densidad de expresión. Este disco dedicado a Fantasías es por tanto uno de los más bellos e interesantes que hemos escuchado en los últimos años y con él hemos conseguido conocer el alto nivel artístico que Daniel Blanch posee." Pizzicato 2005